# Lu Ban

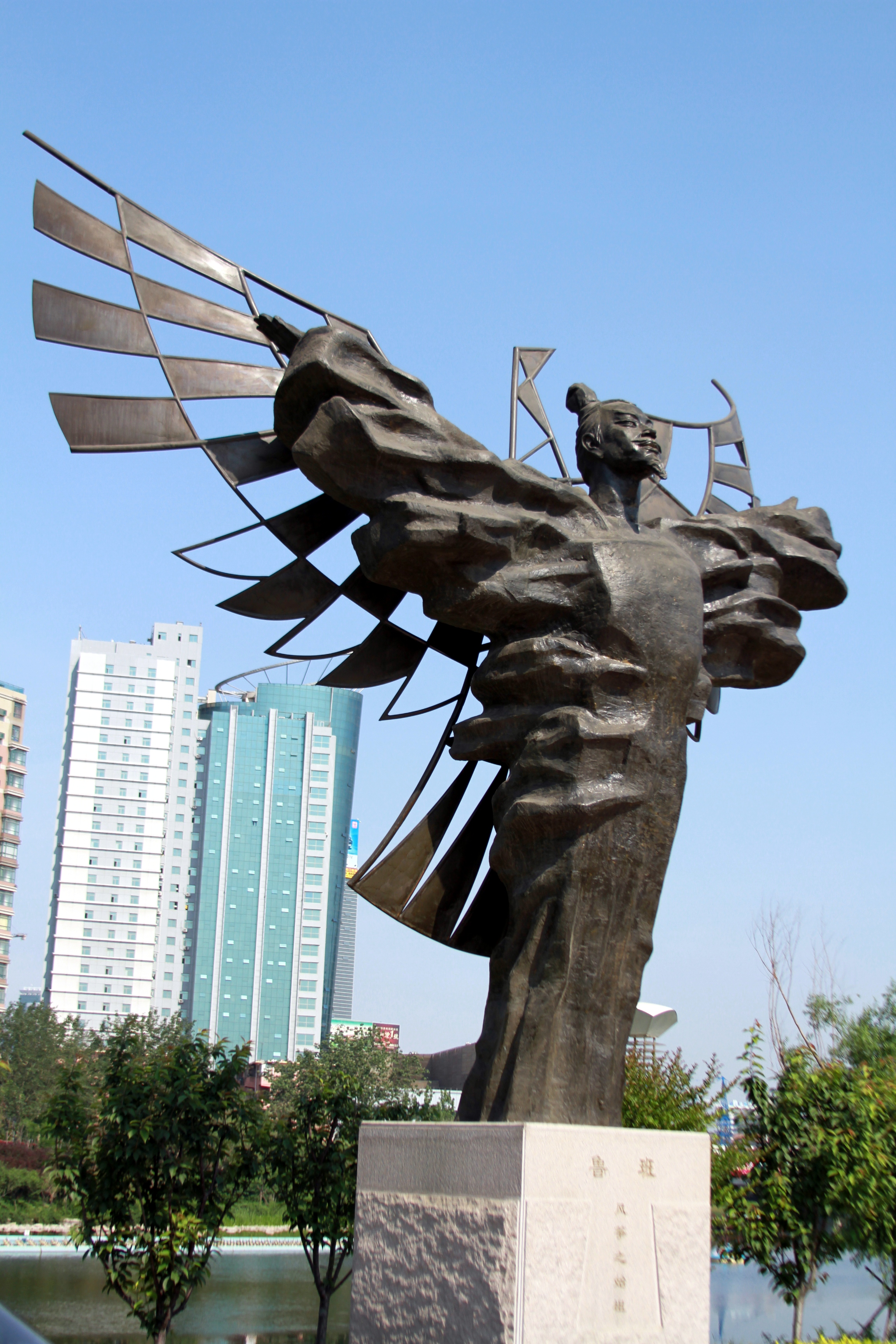
Escultura de Lu Ban a Weifang.

Lu Ban (xinès tradicional: 魯班, xinès simplificat: 鲁班, pinyin: Lǔ Bān, Wade-Giles: Lu Pan) (507 aC - 440 aC) va ser un arquitecte, mestre d'obres fuster, enginyer, filòsof, inventor, pensador militar, estadista i contemporani xinès de Mozi, nascut en l'Estat de Lu, i és el patró dels constructors i contractistes xinesos. Va nàixer en una família de renom durant el període de les Primaveres i Tardors, quan la Xina patia el caos de les guerres civils entre regnes. El seu nom original era Gongshu Yizhi (xinès tradicional: 公輸依智, xinès simplificat: 公輸依智). Va ser també conegut com a Gongshu Ban (公輸班), Kungshu Pen (公輸般) i Kungshu Pun (公輸盘). Però era més conegut normalment com a Lu Ban.